# Olari, Buzău
Olari este un sat în comuna Calvini din județul Buzău, Muntenia, România. Olari se află în Subcarpații de Curbură, aproape de limita cu județul Prahova,.
Face parte din comuna Calvini alături de Bâscenii de Jos și Bâscenii de sus, și Frăsinet. Acest sat este renumit pentru o pescărie. De asemenea, în sat la șosea se află o biserica foarte veche care datează de pe vremea lui Mihai Viteazul. Satul se află de partea cealaltă a râului Bâsca Chiojdului pe un mal la circa  30 m de albia râului.